# Tadzjikiska
Tadzjikiska är ett språk, alternativt persisk dialekt, som tillhör den iranska språkgruppen bland de indoeuropeiska språken. Språket räknas ofta som en varietet av persiska och är nära besläktat med dari. Tadzjikiska är officiellt språk i Tadzjikistan. Det talas även av minoritetsgrupper i Afghanistan, Uzbekistan (bland annat i Samarkand och Buchara), Kina, västra Pakistan, Iran, Kazakstan, Kirgizistan, Ryssland, Turkmenistan och Ukraina. Det totala antalet talare uppgick 2010 till omkring 7,86 miljoner. Standardspråket är baserat på nordvästliga dialekter, vilka som ett resultat av språkförbund påverkats av uzbekiska. Tadzjikiska innehåller även många ryska lånord, till skillnad från andra persiska varieteter.
Det finns fyra grupper av mindre dialekter utan några distinkta gränser. Dialekterna överlappar dari i Afghanistan.

## Alfabet
Efter att Tadzjikistan införlivats i Sovjetunionen ersattes så småningom det tidigare arabiska alfabetet. 1928 infördes en variant av det latinska alfabetet. Detta byttes i slutet av 1930-talet mot det kyrilliska, vilket än i dag är i officiellt bruk i Tadzjikistan. Den språklag som antogs 1989 gav tadzjikiskan officiell status, likställde det med persiskan (detta ströks 1999) och uppmuntrade det gradvisa återinförandet av den arabiska alfabetet. Detta sistnämnda har dock inte genomförts.
Uttal och transkribering av det modifierade kyrilliska alfabetet för tadzjikiska:
| Tecken | Uttal (IPA) | Transkription |  | Tecken | Uttal (IPA) | Transkription |
| ------ | ----------- | ------------- |  | ------ | ----------- | ------------- |
| А а    | /a/         | a             |  | О о    | /ɒ/         | o             |
| Б б    | /b/         | b             |  | П п    | /p/         | p             |
| В в    | /v/         | v             |  | Р р    | /ɾ/         | r             |
| Г г    | /g/         | g             |  | С с    | /s/         | s             |
| Ғ ғ    | /ɣ/         | gh            |  | Т т    | /t/         | t             |
| Д д    | /d/         | d             |  | У у    | /u/         | u             |
| Е е    | /e/, /je/   | e, je         |  | Ӯ ӯ    | /ø/         | ö             |
| Ё ё    | /jɒ/        | jo            |  | Ф ф    | /f/         | f             |
| Ж ж    | /ʒ/         | zj            |  | Х х    | /χ/         | ch            |
| З з    | /z/         | z             |  | Ҳ ҳ    | /h/         | h             |
| И и    | /i/         | i             |  | Ч ч    | /ʧ/         | tj            |
| Ӣ ӣ    | /iʲ/        | y             |  | Ҷ ҷ    | /ʤ/         | dzj           |
| Й й    | /j/         | j             |  | Ш ш    | /ʃ/         | sj            |
| К к    | /k/         | k             |  | Ъ ъ    | /ʔ/         |               |
| Қ қ    | /q/         | q             |  | Э э    | /e/         | e             |
| Л л    | /l/         | l             |  | Ю ю    | /ju/        | ju            |
| М м    | /m/         | m             |  | Я я    | /ja/        | ja            |
| Н н    | /n/         | n             |  |        |             |               |